# Statsfrøkontrollen
Statsfrøkontrollen var en statslig myndighed der førte tilsyn med ægtheden og sundheden af frø i handelen, primært til brug i landbrug og skovbrug. Siden 1990 har dette område hørt under Plantedirektoratet.

## Historie
Landøkonomen E. Møller-Holst oprettede i 1871 en privat institution med navnet Dansk Markfrøkontrol. Den skulle kontrollere kvaliteten af frøsorter brugt i landbruget. I 1891 overtog staten denne institution og videreførte den under navnet Statsanstalten Dansk Frøkontrol. Fra 1916 til 1989 hed myndigheden Statsfrøkontrollen og lederen havde titel af direktør.
Statsfrøkontrollen bestod af en række afdelinger:
- Renhedsafdeling
- Spiringsafdeling
- Ægthedsafdeling
- Afdelingen for Plantepatologi
- Afdelingen for certificering af korn
- Afdelingen for certificering af frø.

## Eksterne links
Plantedirektoratet